# 恵王 (百済)
恵王（けいおう、? - 599年）は、百済の第28代の王（在位：598年 - 599年）。
第26代聖王の次男。諱は季。598年12月に威徳王の死去を受けて即位した。『三国史記』では即位と在位2年目（599年）に死去して恵王と諡されたことを記すのみである。
『隋書』百済伝には「昌死、子余宣立、死、子余璋立。」とあり、昌（威徳王）の子の宣（法王）、その子の璋（武王）という系譜を記しており、恵王の存在は認識されていないようである。『日本書紀』には欽明天皇16年（555年）2月に聖明王（聖王）が亡くなったことを知らせるために威徳王が送った使者として恵の名で現れ、威徳王の弟であることを記している。『三国遺事』では威徳王の子とし、別名として献王という。